# Johann Heinrich Bach
Johann Heinrich Bach (* 4. August 1707 in Ohrdruf; † 20. Mai 1783 in Öhringen) war ein deutscher Musiker, Organist und Komponist, sowie Angehöriger der Musikerfamilie Bach und Neffe von Johann Sebastian Bach.

## Biografie
Johann Heinrich Bach wurde als sechstes Kind von Johann Christoph Bach in Ohrdruf (Thüringen) geboren, wo der Vater als Organist an der Michaeliskirche tätig war.
Ohrdruf war damals der Hauptort der „Obergrafschaft“ Gleichen, die seit 1631 unter der Herrschaft der Grafen von Hohenlohe stand. Zwischen dem Grafen und den örtlichen Angehörigen der Musikerfamilie Bach bestand ein enges Verhältnis, was sich auch darin ausdrückte, dass nach dem Tod Johann Christoph Bachs im Jahr 1721 dessen Kinder durch die Grafen unterstützt wurden.
Johann Heinrich besuchte bis etwa 1724 noch das Ohrdrufer Lyzeum und kam im September dieses Jahres als nunmehr 17-Jähriger zunächst bei seinem Onkel Johann Sebastian Bach unter, der seit 1723 als Thomaskantor in Leipzig tätig war. Johann Sebastian Bach hatte nach dem Tod seiner Eltern im Jahr 1695 für fünf Jahre im Haushalt seines Bruders in Ohrdruf Aufnahme gefunden und nahm nun seinerseits dessen Sohn bei sich auf. Johann Heinrich besuchte in Leipzig die Thomasschule und half auch bei der Erledigung der musikalischen Verpflichtungen seines Onkels mit, indem er sich als Notenkopist betätigte. Von ihm sind zahlreiche Notenkopien überliefert. Sein Onkel unterrichtete ihn auch in Kompositionslehre. Vermutlich kehrte er 1728 wieder nach Ohrdruf in sein Elternhaus zurück.
Ab 1735 ist Johann Heinrich Bach in Öhringen in der fränkischen Grafschaft Hohenlohe als Organist an der dortigen Stiftskirche nachzuweisen. Die Stiftskirche hatte im Jahr 1732 durch den Orgelbauer Johann Christoph Wiegleb ein neues Instrument erhalten, das dem Organisten viele Möglichkeiten bot. Johann Heinrich Bach hatte nicht nur die Aufgaben eines Organisten, sondern hauptamtlich die eines Lehrers zu erfüllen. Mit dem ihm zunächst vorgesetzten Lehrer Planck geriet Bach bald in Streit, über den die heute im hohenlohischen Staatsarchiv lagernden Personalakten Auskunft geben. Es ging dabei unter anderem um die Musik, die richtigen Unterrichtsmethoden und die Verteilung der Einkünfte, die von Privatschülern bezahlt wurden. Erst nach der Pensionierung Plancks im Jahr 1743 konnte sich Bach frei entfalten.
Ab dem 21. Juni 1735 war Bach in erster Ehe mit Marie Susanne, geb. Renner aus Neuenstadt am Kocher verheiratet und nach ihrem Tod 1745 in zweiter Ehe mit Maria Christina Brinckmann, einer Pfarrerstochter aus Gnadenthal, die 1768 verstarb. Mit ihr hatte er 11 Kinder.
Auch als Komponist ist Johann Heinrich Bach in Erscheinung getreten. Anlässlich der Feierlichkeiten zur Heirat des Erbprinzen Ludwig Friedrich Karl in Öhringen im Jahr 1749 ist die Aufführung einer von ihm zusammen mit seinem Bruder Johann Christoph Bach komponierten Kantate belegt, von der allerdings nur der Text überliefert ist.